# Banda de los Ocho (Congreso de los Estados Unidos)
La “Banda de los Ocho” es una expresión coloquial empleada para designar al grupo conformado por ocho líderes del Congreso de los Estados Unidos , a los que el poder ejecutivo notifica acerca de información clasificada de inteligencia. En concreto, incluye a los líderes que representan al Partido Republicano y al Partido Demócrata, tanto del Senado como de la  Cámara de Representantes,  así como a  presidentes y líderes de la minoría de los Comités Selectos sobre Inteligencia del Senado y de la Cámara de Representantes, según lo establecido en  la sección 3093 del  Título 50 (apartado C2) del Código de los Estados Unidos.
En circunstancias normales,  la sección 3091 del Título 50 (apartado A1) exige que el presidente “garantice que los comités de inteligencia del Congreso estén al corriente de las actividades de los servicios de inteligencia del país, incluyendo cualquier labor importante que ya estuviese prevista como se estipula en el título.” Sin embargo, “en circunstancias excepcionales”, cuando el presidente considere “imprescindible limitar el acceso” a la información sobre una determinada  operación encubierta, el apartado C2 de la sección 3093 del Título 50 le permite limitarse a informar tan sólo a la Banda de los Ocho.
Todos los miembros deben jurar  confidencialidad y no poseen derecho a voto en cuanto a decisiones se refiere.
Para un posible origen del término “La Banda de los Ocho” véase “La Banda de los Cuatro”.

## Orígenes
La expresión “Banda de los Ocho” se popularizó durante la cobertura mediática del polémico programa de escuchas ilegales llevado a cabo por la NSA (Agencia de Seguridad Nacional) que tuvo lugar durante la presidencia de George W. Bush. Ningún miembro del Congreso fue informado acerca del programa salvo los ocho ya mencionados, prohibiéndoseles, además, divulgar información a otros miembros del Congreso. El Gobierno afirmó que las sesiones informativas en las que participó la Banda de los Ocho bastaban para garantizar la supervisión del programa por parte del Congreso y mantener el sistema de controles y  equilibrios entre los poderes ejecutivo y legislativo.
El  Servicio de Investigación del Congreso , una institución apartidista, preparó un análisis legal el 18 de enero de 2006, en el cual se indicó que: "De considerar el programa de vigilancia de la NSA un programa de recopilación de datos que limita su notificación congresual a la Banda de los Ocho, tal como algunos proponen, sería contraria a la ley, según la cual se especifica que los “comités de inteligencia del Congreso deben ser informados de todas las actividades de los servicios de inteligencia”, salvo en el caso de ser consideradas operaciones encubiertas.
Sin embargo, como señaló David S. Kris, exfiscal General Adjunto en materia de Seguridad Nacional del Departamento de Justicia: “Al parecer, el Representante demócrata  Jerry Nadler estaba al tanto de la recopilación masiva de metadatos en 2009 y (como se explica en el texto) escribió al Departamento de Justicia acerca de la misma en ese momento. En respuesta, el Departamento de Justicia le envió una carta en diciembre de 2009 en la que señalaba que el Gobierno tenía la intención de compartir con todos los miembros del Congreso información acerca de dicha recopilación masiva y los problemas de incumplimiento de la ley que habían surgido”. En 2011, como ya se había hecho en 2009, el Poder Ejecutivo puso una vez más a disposición de todos los miembros del Congreso documentación para explicar la entrada en vigor de nuevo de la Sección 215 del PATRIOT Act.
La senadora Feinstein subrayó en julio de 2013: “No conozco ningún programa federal en el cual las auditorías, la supervisión del Congreso y el escrutinio por parte del Departamento de Justicia, la Comunidad de Inteligencia y los tribunales sean más férreos o prolongados.”
El ex fiscal general Alberto Gonzales se refirió de manera reiterada a la Banda de los Ocho en respuesta a las preguntas que le plantearon en relación con el programa de vigilancia sin autorización judicial/espionaje doméstico durante la Sesión de Supervisión del Departamento  de Justicia celebrada el 24 de julio de 2007.
- Datos: Q1493415